# La Venta, Hidalgo
La Venta är en ort i Mexiko.   Den ligger i kommunen Alfajayucan och delstaten Hidalgo, i den sydöstra delen av landet, 120 km norr om huvudstaden Mexico City. La Venta ligger 1 891 meter över havet och antalet invånare är 110.
Terrängen runt La Venta är kuperad västerut, men österut är den platt. Runt La Venta är det ganska glesbefolkat, med 30 invånare per kvadratkilometer. Närmaste större samhälle är Alfajayucan, 9,4 km sydost om La Venta. Omgivningarna runt La Venta är en mosaik av jordbruksmark och naturlig växtlighet.